# Parque Villa-Lobos

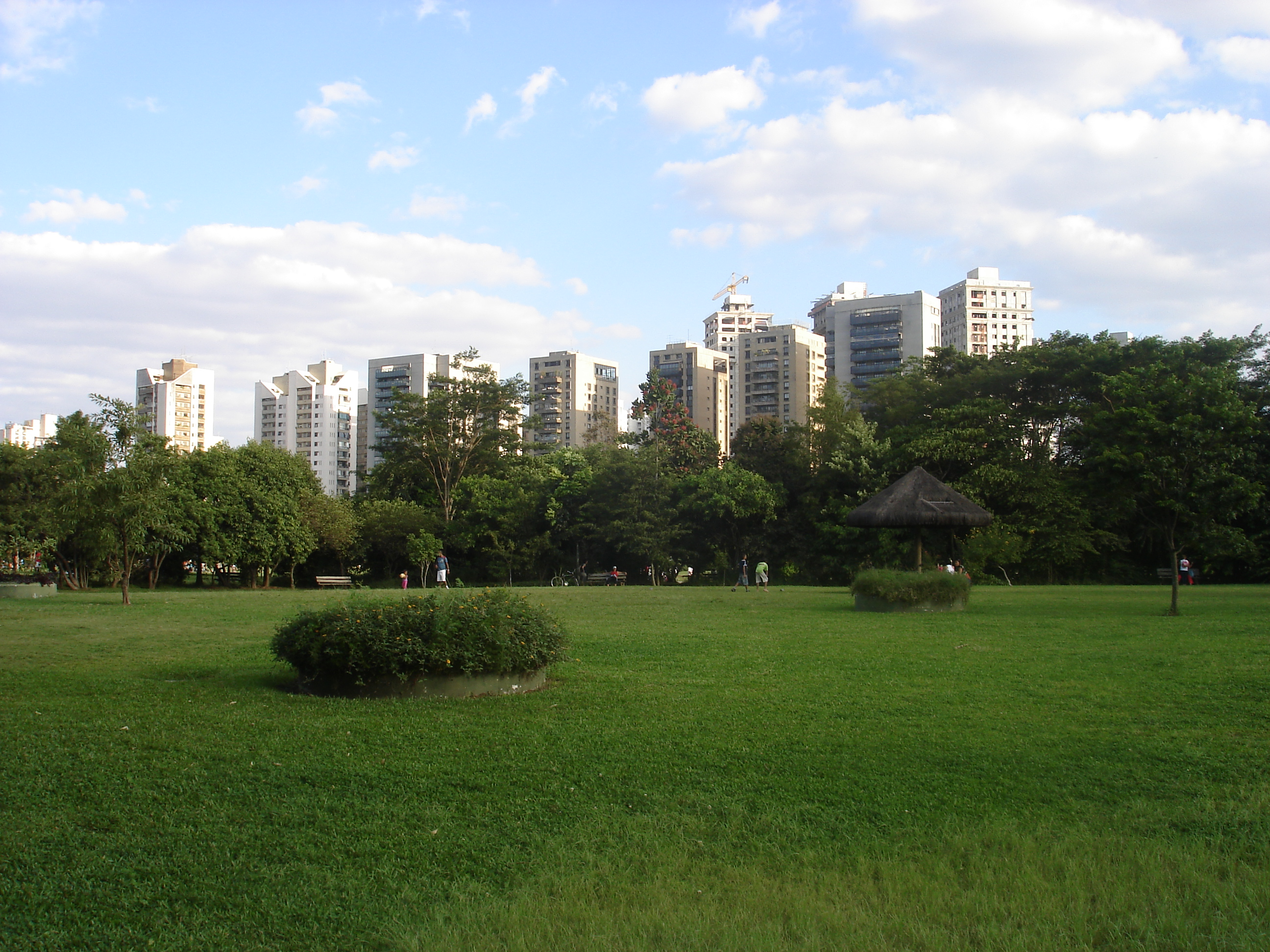
Parque Villa-Lobos.

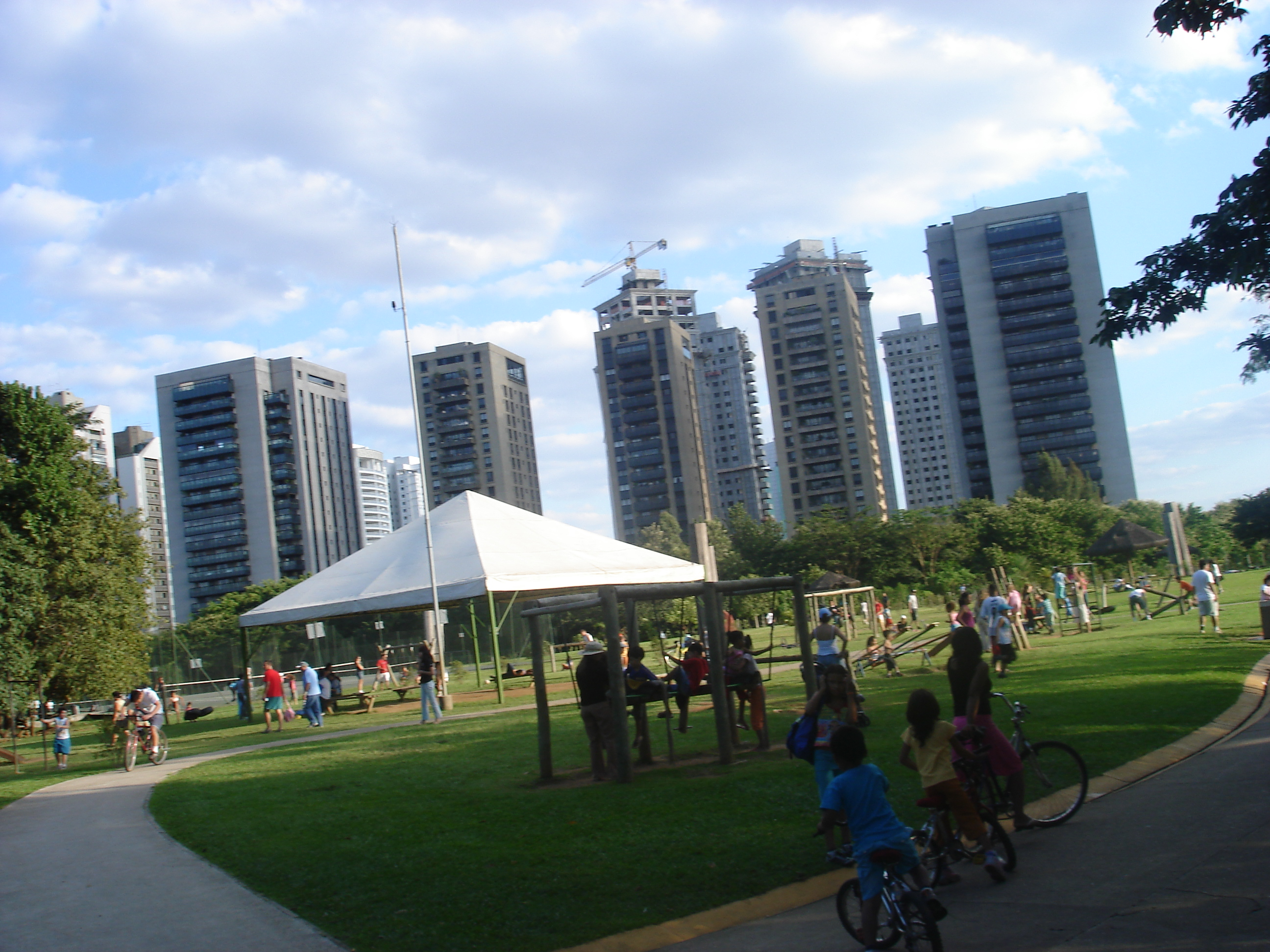
Parque Villa-Lobos.

El parque Villa-Lobos es un importante espacio verde de la ciudad de São Paulo, Brasil. Se encuentra en la costa izquierda del río Pinheiros, cerca del puente de Jaguaré. Fue inaugurado a fines de 1994 y su entrada principal es por la Avenida Fonseca Rodrigues.
Posee 732 mil m² de área verde, ciclovía, espacio de juegos, espacio musical para shows y concertos; y un bosque de Mata Atlántica. El área de recreación incluye también aparatos de gimnasia, pista de atletismo, aros de básquetbol, 3 canchas de fútbol sala, 7 de tenis, además de canchas polideportivas, 4 campos de fútbol, 2,4 km de pistas para caminatas, 1,5 km de ciclovía. Un anfiteatro abierto de 729 m², con 450 lugares, baños adaptados para discapacitados, un pequeño bar y 750 plazas para estacionar. El parque es sede del Abierto de São Paulo, un torneo internacional de tenis de categoría challenger. Se promueven con periodicidad distintos eventos musicales, especialmente instrumentales, como orquestas, grupos de choro, etc. La seguridad del parque está a cargo de la policía militar, que tiene una base en el lugar. 
La cantidad estimada de visitantes es de 3 mil personas por día durante los días hábiles y aproximadamente 25 mil personas por día en los fines de semana. Los visitantes pueden realizar caminatas, paseos en bicicleta o aprovechar la infraestructura para patinar.

## Historia
Antes de su reconstrucción, el parque era un descampado, sin sombra ni agua. Además, era considerado peligroso por sus visitantes. Con las reformas, se plantaron árboles y se instalaron baños públicos y un pequeño bar. De esta manera se lo dotó de una infraestructura acorde a los requerimientos y necesidades de sus visitantes. La base de la policía militar instalada en el lugar ayudó a paliar el problema de la inseguridad.
- Datos: Q9055871
- Multimedia: Parque Villa-Lobos / Q9055871